# Kościół św. Jerzego w Maceracie
Kościół św. Jerzego w Maceracie (wł. Chiesa di San Giorgio a Mecerata) − pochodząca z XIII w. świątynia katolicka w Mecaracie we Włoszech.
Kościół znajduje się przy Piazza XXX Aprile w historycznym centrum miasta. 

## Historia
Pierwotny kościół był pod wezwaniem świętych Jerzego, Szczepana i Marcina z Tours. Istnieją źródła pisane mówiące o jego istnieniu w 1268. Świątynia zyskała na znaczeniu w 1 poł. XV w. Władze miasta przebudowały ją w 1542. Wówczas zlikwidowano portyk w przedniej części budowli. Ponowna przebudowa miała miejsce w 1792 według projektu Cosimo Morellego. Fasada pochodzi z 1845. Architekt Agostino Benedettelli umieścił w niej nisze z figurami cnót: Wiary i Nadziei. Wnętrze kościoła odrestaurowano w 1931.
W kościele znajduje się czczony przez mieszkańców miasta obraz Matki Bożej − Madonna della Salute, uważany za dzieło Giovanniego Battisty Salviego, zwanego Sassoferrato. Stąd kościół nazywany też jest kościołem Madonna della Salute. W świątyni znajduje się też drewniany krucyfiks z 1. poł. XVII w. oraz monumentalny pomnik bł. Jana XXIII.